# Minworth
Minworth är en ort i civil parish Sutton Coldfield, i distriktet Birmingham, i grevskapet West Midlands, i England. Minworth var en civil parish från 1866 till 1931 då den blev en del av Birmingham, Sutton Coldfield och Castle Bromwich. Civil parish hade 977 invånare år 1921. Byn nämndes i Domedagsboken (Domesday Book) år 1086, och kallades då Meneworde.